# Bendroflumetiazid
Bendroflumetiazid (IUPAC-namn: 3-bensyl-7-sulfamoyl-6-trifluormetyl-3,4-dihydro-2H-1,2,4-bensotiadiazin-1,1-dioxid, summaformel C15H14F3N3O4S2) är ett vätskedrivande läkemedel av tiazid-typ. Det används för att behandla högt blodtryck.
Bendroflumetiazid är ett tiaziddiuretikum som verkar genom att hämma natriumreabsorption i början av den distala krökta tubulan (DCT). Vatten går förlorat som ett resultat av att mer natrium når uppsamlingskanalerna. Bendroflumetiazid har en roll vid behandling av mild hjärtsvikt även om loopdiuretika är bättre för att minska överbelastningen. Den huvudsakliga användningen av bendroflumetiazid är för närvarande vid högt blodtryck (en del av effekten beror på vasodilatation). Det patenterades 1958 och godkändes för medicinskt bruk 1960.

## Negativa effekter
Vanliga negativa effekter:
- yrsel på grund av ortostatisk hypotension
- muntorrhet eller törst
- illamående
- ont i magen
- trötthet
- diarré eller förstoppning
- ledvärk på grund av gikt

Sällsynta biverkningar:
- trombocytopeni
- agranulocytos
- ljuskänslighetsutslag
- pankreatit
- kronisk njursjukdom

### Alkohol
Bendroflumetiazid är känt för att ha en negativ interaktion med alkohol. Det rekommenderas att de som använder detta diuretikum bör avstå från alkoholkonsumtion under användning, eftersom det är möjligt att uppleva ett plötsligt blodtrycksfall, särskilt om man står upp (en effekt som kallas ortostatisk hypotension). 

### Andra överväganden
Bendroflumetiazid ska inte användas av gravida kvinnor eller kvinnor som just har fött barn. På grund av läkemedlets natur är det möjligt för det att passera in i bröstmjölken och följaktligen till barnet. Det är också känt att bendroflumetiazid undertrycker produktionen av bröstmjölk. Gravida eller ammande kvinnor med högt blodtryck kan behöva diskutera med sin förskrivare om vilken alternativ behandling som kan vara mer lämplig. Bendroflumetiazid kan också försämra användarens motorik, därför är det viktigt att vara medveten om dess effekter och att vara försiktig till exempel vid bilkörning.